# Centro para el Estudio del Conflicto y la Cohesión Social
El Centro de Estudios para el Conflicto y la Cohesión Social (COES) es un centro de investigación en ciencias sociales chileno. Este reúne a un grupo de académicos de múltiples disciplinas para el estudio del conflicto y la cohesión social (convivencia) en Chile. El objetivo del centro es contribuir al mejoramiento de la cohesión social a través de investigaciones que nutran a las políticas públicas y al diálogo social, así como también concientizar al público general acerca de estos temas. 
COES es uno de los doce Centros de Investigación en Áreas Prioritarias cuyos recursos provienen del Fondo de Financiamiento de Centros de Investigación en Áreas Prioritarias (FONDAP) programa de fondos público del Gobierno de Chile, dependiente de la Comisión Nacional de Investigación Científica y Tecnológica (Conicyt).
El COES está ordenado en cuatro líneas de investigación para abarcar diferentes ámbitos del estudio del conflicto y cohesión social, cada una de ellas con un investigador principal, investigadores/as asociados/as, investigadores/as adjuntos/as e investigadores/as postdoctorales.
Detrás de COES se encuentran cuatro universidades: dos como patrocinantes (Universidad de Chile y Pontificia Universidad Católica de Chile) y dos como asociadas (Universidad Diego Portales y Universidad Adolfo Ibáñez).

## Líneas de investigación
Se desarrollan estudios e investigaciones en base a cuatro líneas de investigación:
- Las dimensiones socioecónomicas del conflicto (Dirigida por Dante Contreras, académico de la Universidad de Chile)
- Interacciones grupales e individuales (Dirigida por Juan Carlos Castillo, académico de la Universidad de Chile)
- Conflicto político y social (Dirigida por Alfredo Joignant, académico de la Universidad Diego Portales)
- Geografías del conflicto (Dirigida por María Luisa Méndez, académica de la Pontificia Universidad Católica de Chile)

## Estudio Longitudinal Social de Chile
Este estudio longitudinal de tipo panel, único en Chile y América Latina, consiste en encuestar a casi 3.000 chilenos, anualmente, a lo largo de una década. ELSOC ha sido diseñado para evaluar la manera cómo piensan, sienten y se comportan los chilenos en torno a un conjunto de temas referidos al conflicto y la cohesión social en Chile. Por su naturaleza, este estudio busca analizar, en una muestra representativa a nivel nacional, la estabilidad o el cambio en diversas dimensiones sociales atendiendo a factores que los moderan o explican a lo largo de los años.
Entre otros temas, se busca analizar la percepción que tienen las personas acerca del barrio o la comunidad en que habitan; las formas que adopta la participación ciudadana y la actividad política formal, las actitudes hacia la democracia, las conductas pro-sociales, las actitudes hacia los inmigrantes, desigualdad económica, empleo, caracterización socioeconómica, entre otros. Al estar estos temas en una encuesta integrada, será posible relacionar estos aspectos en modelos comprensivos de la realidad social chilena, incorporando información contextual geoespacial y social.
Se espera que este estudio, inédito en nuestro país, pueda contribuir en los próximos años al desarrollo de las ciencias sociales en Chile, configurándose además como un importante polo de atracción de talento internacional.